# Javier Ybarra Bergé
Javier de Ybarra y Bergé (Bilbao, 2 de julio de 1913-Ceánuri, 18 de junio de 1977) fue un empresario y político. En el cénit de su carrera fue presidente de los diarios El Correo y de El Diario Vasco, y también miembro de la Real Academia de la Historia. En 1977 fue secuestrado por ETA y posteriormente asesinado.

## Biografía

### Origen familiar y estudios
Era el segundo hijo del empresario Gabriel María Ybarra de la Revilla, propietario y fundador del diario El Pueblo Vasco, actualmente El Correo del Grupo Vocento, y de Elvira Bergé Salcedo. Sus hermanos fueron Gabriel María, Ignacio,  Rosario, Vicente, José María y Pilar. El 27 de septiembre de 1939 contrajo matrimonio con Teresa Ybarra Villabaso, hija de Pilar Villabaso, viuda de Ybarra. Tuvieron once hijos: Teresa, Juan Antonio, Luz, Amelia, Javier, Enrique, Begoña, Borja, Ramón, Ana María y Cosme. Su esposa, con la que se hallaba estrechamente identificado, falleció el 24 de junio de 1975. Esta pérdida le provocó un profundo pesar anímico. 
Ambos procedían del mismo tronco familiar, pues sus bisabuelos fueron hermanos: Teresa de la línea de Juan María Ybarra Gutiérrez de Caviedes y Javier de la de Gabriel María Ybarra Gutiérrez de Caviedes, ambos hijos de José Antonio Ybarra, fundador del clan Ybarra y emprendedor en términos sociales y mercantiles de la exitosa saga. En la segunda mitad del mismo siglo, junto a otros miembros de la burguesía comercial bilbaína, los hermanos Juan María y Gabriel María contribuyeron de forma decisiva al impulso del proceso de la revolución industrial, formando en el siglo XX una sólida red familiar de industriales y financieros. Javier cursó sus estudios de segunda enseñanza en el colegio de los Marianistas en Madrid y en 1929 inició la carrera de Derecho en la Universidad de Deusto. Finalizó la licenciatura de Derecho en la Universidad de Salamanca el año 1934.

### Actividad política
En el terreno político, el 13 de abril de 1939 formó parte de la comisión gestora de la Diputación Provincial de Vizcaya y se encargó de muchas obras de beneficencia. En 1942 fue nombrado Teniente de Alcalde del Ayuntamiento de Bilbao, cargo que dejó en 1947 cuando fue nombrado presidente de la Diputación. En 1952 fue destituido de este cargo tras haber pedido a Franco la restitución del Concierto económico a causa de las limitaciones presupuestarias de la Diputación. Años después, en 1964 fue alcalde de Bilbao. También fue durante muchos años Presidente del Tribunal Tutelar de Menores, institución que había fundado su padre, Gabriel de Ybarra y de la Revilla, para sacar a todos los menores de las cárceles donde se encontraban. Se eligió a los Terciarios Capuchinos para que se ocuparan de los menores. Javier Ybarra y Bergé continuó con esta labor por voluntad de su padre, incluso manteniéndola económicamente. 
Fue Presidente de El Correo y Diario Vasco y alcalde de Bilbao del 18 de noviembre de 1963 al 7 de julio de 1969 y, también, procurador en Cortes en representación de este municipio. Durante su mandato se preocupó por la expansión urbanística del municipio debido al fuerte crecimiento demográfico y la construcción de viviendas, sobre todo en Recaldeberri-Larrasquitu, Ocharcoaga, Churdínaga y Matico-Ciudad Jardín. Asimismo mejoró el abastecimiento de agua y los accesos a la ciudad. Intentó inútilmente hacer del Valle de Asúa una ciudad satélite y en 1966 se anexionaron los municipios de Derio, Zamudio, Sondica y Lujua, y proyectó una Junta de la Comarca de Bilbao para coordinar los servicios comunes del Gran Bilbao.

### Transición democrática y asesinato
Durante la transición defendió desde sus diarios el restablecimiento del concierto económico para Vizcaya y Guipúzcoa y se mostró partidario de la monarquía e incluso del estatuto de Autonomía del País Vasco de 1979. El 20 de mayo de 1977, tras el Referéndum y en plena campaña para las primeras elecciones democráticas españolas y como respuesta por la represión durante la semana proamnistía de mayo de 1977, fue secuestrado por un comando berezi recién escindido de ETA-pm, dirigido por Miguel Ángel Apalategi, Apala, y Francisco Múgica Garmendia ("Paquito"),   que pidió a su familia un rescate de 1.000 millones de pesetas. Pero las cosas se precipitaron cuando  Apalategi fue detenido el 2 de junio de 1977 por gendarmes franceses en Hendaya y comenzaron a tramitar la extradición. El 20 de junio de 1977, ETA-pm comunicó a través de Radio Popular de Bilbao que Ybarra había sido asesinado el 18 de junio. El día 22 fue encontrado su cadáver en las estribaciones del Macizo del Gorbea. Según una descripción del comandante de la guardia civil Guillermo Ostos: El cuerpo, con un disparo en la cabeza, estaba metido dentro de una bolsa de plástico pegada a un clavo, con los brazos atados a la espalda, los ojos vendados.
El atentado recibió una condena unánime tanto por los nuevos diputados vascos elegidos, como por Euskadiko Ezkerra y por el grupo de alcaldes de Vergara dirigido por José Luis Elkoro Unamuno. Javier Ybarra fue asesinado por ETA año y medio después de que quedase viudo.
Javier de Ybarra, en la última carta que escribió a su hijos, les comunicaba: en mi soledad me refugio en la oración y me auxilian mucho los dos únicos libros (de carácter religioso) que me traje conmigo... No os preocupéis por mí. Yo estoy en las manos de Dios, perdono a los que me prendieron y pido perdón a quienes haya podido ofender y ofrezco mi vida por la conversión de los pecadores y por el encuentro de las almas con su Divino Redentor.

## Obras publicadas por Javier Ybarra y Bergé
- Mi diario de la Guerra de España 1936-1939 (1941)
- Datos relativos a Simón Bernardo de Zamácola y la zamacolada (1941)
- La casa de Salcedo de Aranguren (1944)
- José María de Murga. "El Moro Vizcaíno" (1944)
- De California a Alaska. Historia de Descubrimiento (1945)
- Política Nacional en Vizcaya. De la Restauración a la República (1947)
- El santo conde don Vela (1948)
- La obra de Pedro de Garmendia (1950)
- La basílica de Santiago (1950)
- Gestas vascongadas (1951)
- Catálogo de monumentos de Vizcaya (1958)
- Escudos de Vizcaya (1967-1970)